# Shehnai

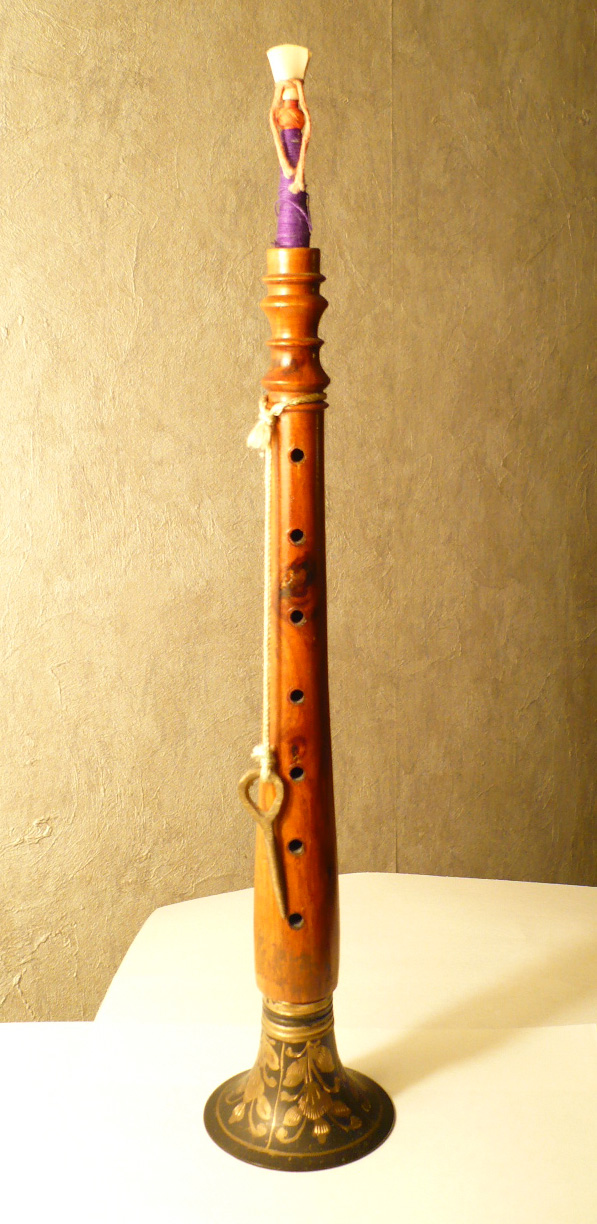
Shehnai

Shehnai är ett nordindiskt musikinstrument liknande oboe. Instrumentet finns i olika storlekar, har 8 hål och munstycke med två dubbla rörblad. Pipan är gjord av trä och klockan i brons.
Shehnai på grund av sin genomträngande klang används vid speciella fester i tempelmusiken och vid indiska bröllop.
Ett större och enklare instrument med stora likheter är den sydindiska nadaswaram.